# بيرغن وليامز
بيرغن وليامز (بالإنجليزية: Bergen Williams)‏ هي ممثلة أمريكية، ولدت في 14 يوليو 1959 في إنغليووود في الولايات المتحدة.

## وصلات خارجية
- بيرغن وليامز على موقع IMDb (الإنجليزية)
- بيرغن وليامز على موقع قاعدة بيانات الفيلم (الإنجليزية)